# Pavel Filipi
Pavel Filipi (26. května 1936 v Praze – 28. prosince 2015 v Praze) byl evangelický teolog, duchovní Českobratrské církve evangelické a profesor Univerzity Karlovy.

## Život
Narodil se do evangelické rodiny. Po studiu na Komenského evangelické bohoslovecké fakultě (dnes ETF UK) působil jako vikář ve farních sborech pražského seniorátu ČCE. Od 1. 1. 1967 se stal asistentem Ekumenického institutu při KEBF, následně odborným asistentem (1972) a v roce 1975 docentem (habilitační spis Ekumenické motivy v českém evangelictvi 19. století, 1974). Na základě obhájené disertační práce Farář Josef Hromádka získal 14. 12. 1971 doktorát teologie, v roce 1977 byl jmenován profesorem pro praktickou a ekumenickou teologii na KEBF, po roce 1990 profesorem Evangelické teologické fakulty Univerzity Karlovy, vedoucím katedry praktické teologie a ředitelem jejího Ekumenického institutu.

V letech 1999–2005 zastával funkci děkana ETF UK, tutéž funkci vykonával pak ještě krátce i v roce 2010 po abdikaci Martina Prudkého a před nástupem Jindřicha Halamy. Byl ovlivněn biblickou školou Slavomila Daňka a ekumenického rozhledu nabyl asistenturou u Josefa L. Hromádky.